# Cheracebus lucifer
Cheracebus lucifer és una espècie de tití, un tipus de mico del Nou Món de Sud-amèrica. Viu al Brasil, Colòmbia, l'Equador i el Perú.